# The Great Khali
The Great Khali és el sobrenom professional de Dalip Singh Rana (Dhirana, Himachal Pradesh (Índia), 27 d'agost de 1972) és un lluitador professional indi. Abans de començar la seva carrera com a lluitador va ser policia del Panjab (Índia) i campió en aixecament de peses. Va debutar el 7 d'octubre de 2000. The Great Khali treballa actualment per a l'empresa WWE, on lluita a la cadena SmackDown!.
El 28 de maig de 2001, Brian Ong va morir després de rebre un flapjack a mans de Giant Sigh (un dels seus sobrenoms). Ong havia patit una petita commoció cerebral abans de la sessió, però els metges de l'All Pro Wrestling el van deixar continuar, essent una segona commoció provocada pel flapjack la que el va matar. Com que la mort va ser involuntària, la família d'Ong va portar als tribunals a l'APW per negligència, ja que no li havien proporcionat cap protecció ni supervisió durant el moviment. El tribunal es va pronunciar a favor de la família d'Ong, als quals l'APW va haver de pagar 1,7 milions de dòlars.

## Mànagers
- Daivari
- Rajin Sigh
- Ulises